# Ensemble Court-Circuit
Pour les articles homonymes, voir Ensemble (homonymie) et Court-circuit (homonymie).
L'ensemble Court-circuit est un ensemble musical français spécialisé dans l'interprétation et la diffusion des œuvres du XXe siècle à aujourd'hui, créé en 1991 par Philippe Hurel et Pierre-André Valade et dont la direction musicale incombe depuis 2008 à Jean Deroyer.

## Histoire
L'ensemble est fondé en 1991 par Philippe Hurel et Pierre-André Valade à l'occasion d'une rencontre avec Barbara et Luigi Polla, fondateurs de la galerie Analix à Genève.
Interprète privilégié de la musique spectrale, Court-Circuit se veut « un lieu d’expérimentation, un projet artistique qui valorise une intense prise de risques dans un esprit de liberté totale ».
Outre les concerts qu'il donne en France (IRCAM, Opéra de Paris, Radio France, Institut Finlandais à Paris, Arsenal de Metz, Cité de la musique, Auditorium du Louvre, Maison de la musique de Nanterre, Collectif et Compagnie d'Annecy, Festival Musica à Strasbourg, à Aix-en-Provence, 38e Rugissants à Grenoble, Aujourd'hui Musiques à Perpignan, Why Note à Dijon, Aspects de la musique contemporaine à Caen, Manca à Nice, GMEM à Marseille), Court-circuit est associé à l'ensemble BIT-20 de Bergen pour les échanges internationaux auxquels il participe dans le cadre du "Projet Fondation 3".
L'ensemble est régulièrement invité par les festivals étrangers, notamment ceux de Witten Darmstadt, Berlin (Ulrashall), Cologne (Köln WDR), Oslo (Ultima), Bergen (MusicFactory), Helsinki, Trondheim, Vilnius (Gaida), Tallinn (Nyyd), Reggio Emilia, Vienne (Wien Modem), Varsovie (Warsaw Autumn), Rome (Roma Europa), Aticante, Parme (Traiettorie) ou bien encore Montléd (MNM).

## Direction musicale
- 1991 — 2008 : Pierre-André Valade
- Depuis 2008 : Jean Deroyer

## Membres

### Membres actuels
- Jérémie Fèvre, flûte
- Pierre Dutrieu, clarinette
- Hélène Devilleneuve, hautbois
- Loïc Chevandier, basson
- Vincent David, saxophone
- Antoine Dreyfuss, cor
- Laurent Bômont, trompette
- Alain Rigollet, trombone
- Ève Payeur, percussion
- Jean-Marie Cottet, piano
- Véronique Ghesquière, harpe
- Alexandra Greffin Klein, violon
- Béatrice Gendek, alto
- Frédéric Baldassare, violoncelle
- Didier Meu, contrebasse

### Anciens membres
- Jean Geoffroy, percussion
- Marie Charvet, violon
- Nicolas Miribel, violon
- Renaud Déjardin, violoncelle

## Discographie
- Continuo(ns), PPP, Air-Ré, Phonie douce et Fleuve de Philippe Leroux (1995, MFA/Radio France)
- Couleur De Mer, L'Attente, Treize Couleurs Du Soleil Couchant, Attracteurs Etranges et La Barque Mystique de Tristan Murail (1994, Accord)
- AAA de Philippe Leroux (1996, Grave)
- Plötzlic de Thierry Blondeau (1997, MFA/Radio France)
- Intercut/Zwischenschnitt de Christoph Staude et Pour Luigi de Philippe Hurel (1999, Wittener Musiktage)
- Périodes et Partiels de Gérard Grisey (1999, Accord)
- ...à mesure et Pour Luigi de Philippe Hurel (2001, æon)
- Voices, Cœli et terræ, d'Ombra I et d'Ombra II de Daniel D'Adamo (2001, Radio France)
- Streamlines, Tremors, A ripple-Ringed pool, Paradigms et Recueil de pierre et de sable de Joshua Fineberg (2002, Decca)
- The angel of death de Roger Reynolds (2005, IRCAM)
- Figures libres de Philippe Hurel (2009, Soupir/Plus loin)
- Dans l'heure brève, Amplification/propagation 3, In Sonore, Déjà, Amplitude et Dans l'ombre des anges de Jean-Luc Hervé (2009, L'algarade)
- Aqua Vit d'Oliver Schneller (2010, Wergo)
- Bosse, crâne rasé, nez crochu et Épaule cousue, bouche ouverte de Marc Monnet (2010, ZigZag Territoires)
- Fanfare pour CUBE de Witold Lutoslawski (2014, Naxos)
- Satka de Christophe Bertrand (2015, Motus)[2]
- Thoughts, Places, Dreams de Roger Reynolds (2015, Mode)
- Zazpiak B et Zazpiak Z de Bertrand Dubedout, Cantus de Philippe Hurel et De Front de Pierre Jodlowski (2015, éOle records)
- D'un trait, Trait, Trait d'union, Cantus et Plein jeu de Philippe Hurel (2015, Motus)[3]
- Eindrücke, Ter espressioni, Partita et Concerto de Maury Buchala (2016, SESC)